# Độc Cô Tín
Độc Cô Tín (chữ Hán: 独孤信, 503 hoặc 504 – 557), là tướng lãnh, một trong 8 Trụ quốc đại tướng quân của nhà Tây Ngụy trong lịch sử Trung Quốc.
Ông là cha vợ của Bắc Chu Minh đế, Tùy Văn đế và Đường Nguyên đế (truy tôn) Lý Bính, là ông ngoại của Tùy Dạng đế và Đường Cao Tổ, nên được sử sách gọi là tam đại ngoại thích, tức ngoại thích của 3 triều đại (Bắc Chu, Tùy, Đường), là trường hợp duy nhất trong lịch sử.

## Xuất thân
Ông có tên gốc Độc Cô Như Nguyện (独孤如愿), tự Kỳ Di Đầu, quý tộc Tiên Ti xuất thân, hộ tịch tại Lạc Dương, Hà Nam, tổ tịch tại quận Vân Trung , sanh quán tại trấn Vũ Xuyên .
Vào buổi đầu của dân tộc Tiên Ti, có 36 hay 46 bộ lạc , tổ tiên của Như Nguyện là Phục Lưu Đồn, làm Bộ lạc đại nhân của Độc Cô thị Tiên Ti, cùng Thác Bạt thị Tiên Ti liên kết nổi dậy. Thời Bắc Ngụy Văn Thành đế, ông nội là Sĩ Ni hay Sơ Đậu Phạt  nằm trong số con em nhà lành ở quận Vân Trung chịu đưa đi trấn thủ Vũ Xuyên, rồi định cư ở đấy. Cha là Khố Giả , được làm Lĩnh dân tù trưởng, từ nhỏ tỏ ra hùng hồn, hào sảng, lại có tiết tháo, nghĩa khí, được người phương bắc kính phục.

## Lang bạt thời loạn
Như Nguyện có tướng mạo đẹp đẽ, giỏi cưỡi ngựa bắn cung. Thời Bắc Ngụy Hiếu Minh đế, khởi nghĩa Lục trấn nổ ra, Như Nguyện cùng bọn Hạ Bạt Độ giết chết tướng nghĩa quân là Vệ Khả Cô (hay Côi), do vậy mà nổi tiếng. Nhưng phong trào khởi nghĩa vẫn lớn mạnh, Như Nguyện lánh đến Trung Sơn, lại bị buộc tham gia nghĩa quân Cát Vinh. Như Nguyện còn trẻ tuổi, thích chỉnh trang bản thân, nên phục sức khác biệt với mọi người, trong quân được đặt hiệu là Độc Cô lang.
Đến khi Nhĩ Chu Vinh đánh dẹp Cát Vinh, lấy Như Nguyện làm biệt tướng. Như Nguyện tòng chinh khởi nghĩa Hàn Lâu (529), một ngựa khiêu chiến, bắt tướng nghĩa quân là Ngư Dương vương Viên Tứ Chu, nhờ công được bái làm Viên ngoại Tán kỵ thị lang. Ít lâu sau Như Nguyện được chuyển Kiêu kỵ tướng quân, trấn thủ Phũ Khẩu. Cùng năm, Nguyên Hạo chiếm kinh đô Lạc Dương, Như Nguyện được Nhĩ Chu Vinh dùng làm tiền khu. Quân đội họ Nhĩ Chu phá được quân đội của Hạo ở bờ bắc Hoàng Hà, Như Nguyện được bái làm An nam tướng quân, ban tước Viên Đức huyện hầu,  
Sau cái chết của Nhĩ Chu Vinh, gia tộc Nhĩ Chu đưa Như Nguyện ra làm Tân Dã trấn tướng thuộc kinh Châu, đeo chức Tân Dã quận thú. Ít lâu sau, Hạ Bạt Thắng ra trấn Kinh Châu, bèn dâng biểu lấy Như Nguyện làm Đại đô đốc, nên ông được làm Phòng Thành đại đô đốc. Như Nguyện theo Thắng đánh phá Hạ Trá thú của nhà Lương, được thăng làm Vũ vệ tướng quân . Gặp lúc Hạ Bạt Nhạc bị Hầu Mạc Trần Duyệt sát hại, Thắng bèn lệnh cho Như Nguyện vào Quan Trung, phủ dụ quân đội của Nhạc. Bấy giờ Vũ Văn Thái đã nắm được quyền chỉ huy lực lượng ấy, Như Nguyện với Thái là đồng hương, từ nhỏ quen biết, gặp lại rất vui vẻ. Nhân đó Thái lệnh cho Như Nguyện đi cùng sứ đoàn vào kinh đô Lạc Dương thông báo với triều đình; đến Ung Châu, đại sứ Nguyên Bì lại sai Như Nguyện về Kinh Châu. Ít lâu sau Như Nguyện được trưng vào chầu, Bắc Ngụy Hiếu Vũ đế tỏ ra tín nhiệm ông.
Đến khi Hiếu Vũ đế chạy vào Quan Trung, việc xảy ra đột ngột, Như Nguyện một ngựa chạy theo, đuổi kịp ở Triền Giản. Hiếu Vũ đế than rằng: "Vũ vệ có thể bỏ cha mẹ, lìa vợ con, theo ta đi xa. Đời loạn biết trinh lương, nào phải lời hão!"  lập tức ban cho Như Nguyện 1 thớt ngự mã, tiến tước Phù Dương quận công, thực ấp ngàn hộ.

## Phục vụ Tây Ngụy
Bấy giờ Kinh Châu thuộc về Đông Ngụy, nhưng triều đình Tây Ngụy vin cớ lòng dân vẫn hướng về Hiếu Vũ đế, lấy Như Nguyện làm Vệ đại tướng quân, Đô đốc 3 Kinh Châu chư quân sự, kiêm Thượng thư hữu bộc xạ, Đông Nam đạo Hành đài, Đại đô đốc, Kinh Châu thứ sử, để chiêu dụ họ. Như Nguyện đến Vũ Đào, tướng Đông Ngụy là Hoằng Nông quận thú Điền Bát Năng soái dân Man Di đón đánh ở Tích Dương; lại sai đô đốc Trương Tề Dân đem 3000 bộ kỵ ra phía sau ông. Như Nguyện nói với chư tướng: "Nay sĩ tốt của ta chưa đầy ngàn người, mà đầu đuôi thụ địch. Nếu đuổi đánh Tề Dân, thì kẻ địch cho rằng làm vậy để lui chạy, ắt đến chẹn ngang. Chẳng bằng trước đánh Bát Năng." Quân Tây Ngụy hăng hái tiến đánh, Bát Năng thua mà Tề Dân cũng tan. Như Nguyện thừa thắng tập kích Kinh Châu. Thứ sử Tân Toản kéo binh ra đánh, binh sĩ Đông Ngụy còn nhớ ân huệ của Như Nguyện, được ông ra trước trận khuyên dụ, chẳng ai không bỏ đi. Nhân đó Như Nguyện thả binh tấn công, khiến Toản đại bại. Toản chạy vội vào thành, chưa kịp đóng cửa, bọn đô đốc Dương Trung xông lên chém được ông ta. Vì thế Như Nguyện chiếm được cả 3 Kinh Châu, được bái làm Xa kỵ đại tướng quân, Nghi đồng tam tư.
Tướng Đông Ngụy là bọn Cao Ngao Tào, Hầu Cảnh bất ngờ soái quân kéo đến. Như Nguyện cho rằng mình ít không địch nổi nhiều, bèn soái bộ hạ chạy sang nhà Lương. Ở đấy 3 năm, Lương Vũ đế mới đồng ý cho Như Nguyện quay về miền bắc. Cha mẹ của Như Nguyện ở Đông Ngụy, Vũ đế hỏi ông đi đâu, Như Nguyện đáp rằng thờ vua không hai lòng. Vũ đế rất cảm động, dùng hậu lễ đưa tiễn.
Mùa thu năm Đại Thống thứ 3 (537), Như Nguyện về đến Trường An. Như Nguyện tự nhận làm tổn hại quốc oai, dâng thư tạ tội. Tây Ngụy Văn đế giao cho Thượng thư tỉnh bàn luận, người Trần quận là Thất binh thượng thư Vương Huyền cho rằng Như Nguyện vừa có công vừa có tội, đề nghị xá tội và phục chức cho ông. Vì vậy Văn đế giáng chiếu cho Như Nguyện chuyển làm Phiếu kỵ đại tướng quân, gia Thị trung, Khai phủ, còn Sứ trì tiết, Nghi đồng tam tư, Phù Dương quận công đều như cũ.
Ít lâu sau, Như Nguyện được bái làm Lĩnh quân. Cùng năm, Như Nguyện theo quyền thần Vũ Văn Thái chiếm Hoằng Nông, đại thắng Sa Uyển. Như Nguyện được đổi phong Hà Nội quận công, tăng ấp 2000 hộ. Bấy giờ có thân thuộc của Như Nguyện trong đám tù binh, ông mới biết tin dữ của cha, bèn tổ chức tang lễ. Ít lâu sau Như Nguyện được khởi làm Đại đô đốc, soái quân cùng Phùng Dực vương Nguyên Quý Hải vào Lạc Dương. Các nơi Dĩnh, Dự, Tương, Quảng, Trần Lưu nối nhau xin quy phụ. Năm thứ 4 (538), tướng Đông Ngụy là bọn Hầu Cảnh soái quân vây Lạc Dương. Như Nguyện giữ thành Kim Dung, tùy nghi kháng cự, được hơn 10 ngày. Khi Vũ Văn Thái đến bờ đông sông Triền, bọn Cảnh lui chạy. Ở trận Hà Kiều, Như Nguyện và Lý Viễn nắm hữu quân, nhưng quân Tây Ngụy thất bại, Lạc Dương bị Đông Ngụy chiếm mất.
Năm thứ 6 (540), Hầu Cảnh xâm phạm Kinh Châu, Vũ Văn Thái lệnh cho Như Nguyện và Lý Bật ra Vũ Quan. Cảnh lui, triều đình lấy Như Nguyện làm Đại sứ, úy lạo 3 Kinh Châu. Ít lâu sau, Như Nguyện được trừ làm Lũng Hữu 11 châu đại đô đốc,  Tần Châu thứ sử. Trước đó, quan viên địa phương hèn kém, chánh lệnh ngang trái, dân có án oan, nhiều năm không được xử lý. Nay Như Nguyện đến châu, việc không còn dồn ứ; ông lấy lễ nghĩa giáo hóa, khuyến khích nhân dân cày cấy, nuôi tằm. Trong thời gian vài năm, quan dân đều trở nên giàu có, lưu dân nguyện theo về đến vài vạn gia đình. Vũ Văn Thái cho rằng đức tín của Như Nguyện sáng tỏ xa gần, nên ban tên cho ông là Tín; sử cũ luôn gọi ông bằng cái tên này.
Năm thứ 7 (541), Dân Châu thứ sử, Xích Thủy Phiên vương Lương Tiên Định dấy binh nổi dậy, triều đình giáng chiếu cho Tín đánh dẹp. Tiên Định ít lâu sau bị bộ hạ giết chết, nhưng con em của ông ta thu lấy tàn dư nghĩa quân. Tín bèn kéo binh nhắm đến Vạn Niên, dừng lại ở Tam Giao khẩu. Nghĩa quân dốc sức kháng cự, Tín theo lối tắt đi Trù Tùng lĩnh; nghĩa quân không ngờ quan quân đã đến, thoáng thấy thì tan chạy. Quan quân thừa thắng đuổi lên phía bắc, đến dưới chân thành, nghĩa quân đều ra hàng. Tín được gia thụ Thái tử thái bảo.
Ở trận Mang Sơn (543), đại quân Tây Ngụy thất thế, Tín và Vu Cẩn thu binh sĩ tan tác, từ phía sau tiến đánh, khiến kỵ binh truy kích của Đông Ngụy rối loạn, các cánh quân khác nhờ vậy mà được bảo toàn. Năm thứ 12 (546), Lương Châu thứ sử Vũ Văn Trọng Hòa giữ châu không chịu thay thế, Vũ Văn Thái lệnh Tín soái Khai phủ Di Phong đánh dẹp. Trọng Hòa đóng cửa cố thủ, Tín trong đêm lệnh các tướng dùng xung thê đánh mặt đông bắc, tự mình soái tráng sĩ tập kích mặt tây nam, trời sáng thì hạ được thành. Tín bắt sống Trọng Hòa, thu lấy 6000 hộ dân, đưa về Trường An. Tháng 5 ÂL năm thứ 13 (547), Tín được bái làm Đại tư mã.
Cùng năm, triều đình Tây Ngụy phát binh cứu viện phản tướng Đông Ngụy là Hầu Cảnh. Bấy giờ Tây Ngụy xem Nhu Nhiên là nước địch, lệnh Tín dời đi trấn thủ Hà Dương. Năm thứ 14 (548), Tín được tiến vị Trụ quốc đại tướng quân. Triều đình xét những công lao chiếm Hạ Trá, giữ Lạc Dương, phá Dân Châu, bình Lương Châu, tăng phong cho Tín, rồi đồng ý dành cho các con trai của ông. Vì thế con trai thứ 2 là Thiện được phong Ngụy Ninh huyện công, con trai thứ 3 là Mục được phong Văn Hầu huyện hầu, con trai thứ 4 là Tàng được phong Nghĩa Ninh huyện hầu, thực ấp đều 1000 hộ; con trai thứ 5 là Thuận được phong Hạng Thành huyện bá, con trai thứ 6 là Đà được phong Kiến Trung huyện bá, thực ấp đều 500 hộ.
Tín ở Lũng Hữu nhiều năm, khải xin về triều, Vũ Văn Thái không đồng ý. Có người từ Đông Ngụy đến, báo tin dữ của mẹ, Tín tổ chức tang lễ. Gặp lúc Thái tử Nguyên Khâm và Thái đi tuần bắc biên, nhân đó đến Hà Dương điếu tang, Tín kể nỗi buồn khổ, xin về nhà chịu tang, Thái lại không đồng ý. Vì thế triều đình truy tặng cha Tín là Khố Giả làm Tư không công, Ký Châu thứ sử , truy phong mẹ Tín là Phí Liên thị làm Thường Sơn (hoặc Trường Lạc) quận quân.  
Năm thứ 16 (550), đại quân Tây Ngụy tấn công Bắc Tề (mới thay ngôi Đông Ngụy), Tín soái mấy vạn người Lũng Hữu tòng quân, đến Hào Phản thì về. Sau đó Tín được thăng làm Thượng thư lệnh. Tháng giêng ÂL năm thứ 3 thời Tây Ngụy Cung đế (556), triều đình đặt Lục quan, bái Tín làm Đại tư mã.
Bắc Chu Hiếu Mẫn đế lên ngôi (557), Tín được thăng làm Thái bảo, Đại tông bá, tiến phong Vệ quốc công, thực ấp vạn hộ. Quyền thần Tấn công Vũ Văn Hộ làm tội Thái phó Triệu Quý, kết tội Tín là đồng mưu nên miễn quan. Không bao lâu, Hộ muốn giết Tín, nhưng thấy danh vọng của ông trong sạch, không muốn công khai tội danh, bèn ép ông tự sát ở nhà. Khi ấy Tín được 54 hoặc 55 tuổi .

## Hậu sự
Vũ Văn Hộ truy tặng Tín làm Ung Châu thứ sử, đặt thụy xấu là Lệ (nghĩa là ngang trái). Con rể của Tín là Tùy Văn đế lên ngôi, truy tặng ông làm Thái sư, Thượng trụ quốc, Ký, Định, Tương, Thương, Doanh, Triệu, Hằng, Minh, Bối 10 châu chư quân sự, Ký Châu thứ sử, phong tước Triệu quốc công, thực ấp 1 vạn hộ, đặt thụy là Cảnh (nghĩa là to lớn).
Khi Tín mất, con trai trưởng là La đang bị cầm tù ở Bắc tề, nên triều đình lấy con trai thứ 2 là Thiện tập tước Hà Nội quận công. Đến lúc Tùy Văn đế truy tặng cha vợ, nghe theo Văn Hiến hoàng hậu, lấy La tập tước Triệu quốc công, Thiện vẫn là Hà Nội quận công.

## Đánh giá
Tín phong độ cao nhã, có mưu lược sâu xa. Vũ Văn Thái mới mở nghiệp bá, chỉ có vùng Quan Trung, cho rằng địa thế Lũng Hữu tốt đẹp, nên ủy nhiệm Tín trấn giữ. Tín được trăm họ mong nhớ, tiếng tăm vang dội ra nước láng giềng. Tướng Đông Ngụy là Hầu Cảnh chạy sang nhà Lương, Ngụy Thu làm hịch truyền sang đấy, nói dối rằng Tín chiếm cứ Lũng Hữu không theo họ Vũ Văn, nên Đông Ngụy không còn nỗi lo Quan Tây, nhằm ra oai với người Lương. Còn có chuyện kể về Tín ở Tần Châu, từng có dịp đi săn trở về vào buổi chiều, giục ngựa vào thành, khiến mũ bị lệch sang một bên. Đến sáng hôm sau, quan dân những ai đội mũ, đều bắt chước Tín đội lệch sang một bên.
Sử cũ đánh giá: Độc Cô Tín oai vọng miền nam, giáo hóa miền tây, đức tín tỏ xa gần, rọi sáng đến lân quốc... Tín dẫu không giữ được mình, phúc vẫn nối đời sau. Tam đại ngoại thích, sao mà thịnh vậy! 

## Gia đình

### Cha mẹ
- Cha là Độc Cô Khố Giả, được nhà Tây Ngụy truy tặng Tư không công, Ký Châu thứ sử; nhà Tùy truy tặng Sứ trì tiết, Thái úy, Thượng trụ quốc, Định, Hằng, Thương, Doanh, Bình, Yến 6 châu chư quân sự, Định Châu thứ sử, phong tước Triệu quốc công, thực ấp 1 vạn hộ, thụy là Cung.[1]
- Mẹ là Phí Liên thị, được nhà Tây Ngụy truy tặng Thường Sơn (hoặc Trường Lạc) quận quân; nhà Tùy truy tặng Thái úy Cung công phu nhân.[1]

### Vợ
Trước khi vào Quan Trung, Tín có vợ là Như La thị, người quận Quảng Dương, sanh Độc Cô La.
Sau khi vào Quan Trung, Tín lấy 2 vợ:
- Quách thị, sanh 6 con trai: Thiện, Mục, Tàng, Thuận, Đà, Chỉnh và 1 con gái: Bắc Chu Minh Kính hoàng hậu.
- Thôi thị, sanh Tùy Văn Hiến hoàng hậu.[1][2] Thôi thị là thành viên của nhánh Trịnh Châu thuộc sĩ tộc họ Thôi quận Thanh Hà.[12]

### Con trai
- Độc Cô La, cố sự được chép ở Tùy thư, Ngoại thích truyện.
- Độc Cô Thiện, cố sự được chép phụ truyện của cha.
- Độc Cô Mục, được nhà Tùy phong tước Kim Tuyền huyện công.[2]
- Độc Cô Tàng, được nhà Tùy phong tước Vũ Bình huyện công.[2]
- Độc Cô Thuận, cố sự không rõ.
- Độc Cô Đà, cố sự được chép ở Tùy thư, Ngoại thích truyện.
- Độc Cô Chỉnh, được làm quan U Châu thứ sử nhà Bắc Chu, Thiên ngưu bị thân nhà Tùy. Tùy Dạng đế lên ngôi, truy tặng Chỉnh làm Kim tử quang lộc đại phu, Bình Hương hầu.[2]

### Con gái
- Con gái cả gả cho Bắc Chu Minh đế, tức là Bắc Chu Minh Kính hoàng hậu.
- Con gái thứ 4 gả cho Đường Nguyên đế (truy tôn) Lý Bính, tức là Đường Nguyên Trinh hoàng hậu (truy tôn).
- Con gái thứ 7 gả cho Tùy Văn đế, tức là Tùy Văn Hiếu Hoàng hậu.

Như vậy, Độc Cô Tín là ngoại thích của 3 triều đại Bắc Chu, Tùy, Đường. Sử gia đời Đường là Lệnh Hồ Đức Phân, xác nhận đây là trường hợp chưa từng có trong lịch sử từ trước lẫn về sau.